# Sakśke ozero
Sakśke ozero, Jezioro Sakskie (ukr. Сакське озеро; krym. Saq gölü) – słone, bezodpływowe jezioro o powierzchni 7–10 km², znajdujące się na Ukrainie, na Półwyspie Krymskim.
Leży na Nizinie Krymskiej, około 20 km od Eupatorii, nad jeziorem leży miasto Saki. Głębokość jeziora wynosi średnio 1,5 m. Powstało ono z limanu, oddzielonego od morza mierzeją o szerokości do 800 m. Dno jeziora jest pokryte grubą warstwą mułu, który wykazuje właściwości lecznicze.
Jezioro jest sztucznie podzielone na dwie części – leczniczą (wschodni basen) i przemysłową. Jezioro jest uzupełniane wodą morską poprzez specjalnie wykopany kanał.